# Канадско ескимоско куче
Канадско ескимоско куче (на английски: Canadian Eskimo Dog) е канадска северна порода кучета, която често е смятана за най-старата и същевременно най-рядка все още съществуваща порода кучета. Ескимосите го наричат „Кимик“ (на инуитски: Qimmiq, в превод „куче“). То е едно от традиционните впрегатни кучета на инуитите, но с намаляването на популярността на транспорта с кучешки впрягове поради появата на снегоходите през 1960-те, то започва постепенно да намалява бройката си. Освен това днес много ескимоси предпочитат да впрягат в шейните си по-здравите и по-бързи Аляски хъскита.